# Fernanda Borges
Fernanda Raquel Borges Martins (Santa Cruz do Sul, 26 de julho de 1988) é uma atleta brasileira de lançamento de disco.
Integrou a delegação que disputou os Jogos Pan-Americanos de 2011 em Guadalajara, no México.